# Django (phim 1966)
Django (/ˈdʒæŋɡoʊ/, JANG-goh) là một phim Viễn Tây do Sergio Corbucci đạo diễn, xuất phẩm ngày 6 tháng 4 năm 1966 tại Ý.

## Nội dung
Tại biên giới Mỹ-Mễ có một gã du đãng mặc quân phục Liên Bang đã cũ sờn, kéo lê một cỗ quan tài trên nền bùn nhầy nhụa vào thị trấn. Nơi này đang sắp diễn ra cuộc xử tử ả giang hồ María, mà kẻ đầu têu là thiếu tá Nam Kỳ Jackson - một kẻ phân biệt chủng tộc hạng nặng.
Thị trấn bỏ hoang này chỉ có lão chủ tửu điểm cùng 5 ả đĩ, tuyên bố tình trạng trung lập giữa phe Áo Đỏ của thiếu tá Jackson và phe Cách Mạng của tướng Hugo Rodríguez. Django bắt đầu gây hấn rồi diệt đảng Áo Đỏ để trả thù cho cái chết của người tình cũ, nhưng rồi chính y giúp Jackson đánh phá Hugo hòng cướp số vàng lão cướp được trong buổi loạn lạc.

## Kĩ thuật
Phim quay tại Lazio và Madrid tháng 12 năm 1965.

### Sản xuất
- Thiết kế & điều phối: Carlo Simi
- Hóa trang: Grazia de Rossi, Giulio Natalucci, Mario van Riel

### Diễn xuất
- Franco Nero as Django
  - Nero's voice was dubbed in English by Tony Russel, whom he had previously starred alongside in Wild, Wild Planet.[10]
- José Canalejas as Hugo Gang Member
- José Bódalo as General Hugo Rodríguez
- Loredana Nusciak as María
- Ángel Álvarez as Nathaniel, the Bartender
- Eduardo Fajardo as Major Jackson
- Gino Pernice (as Jimmy Douglas) as Brother Jonathan, Jackson's Spy
- Simon Arriaga as Miguel, Hugo's Henchman
- Giovanni Ivan Scratuglia as Leading Klansman at Bridge
- Remo De Angelis (as Erik Schippers) as Ricardo, Hugo's Henchman
- Raphael Abaicin as Hugo Gang Member
- Lucio De Santis as Whipping Bandit
- Silvana Bacci as Mexican Prostitute
- Guillermo Méndez as Klansman watching Jackson's target practice
- José Terrón as Ringo, Scarred Klansman
- Luciano Rossi as Klansman in Saloon
- Rafael Vaquero as Hugo Gang Member
- Cris Huerta as Mexican Officer at Fort Charriba
- Flora Carosello as Black Hair Saloon Girl
- Rolando De Santis as Klan Member
- Gilberto Galimberti as Klan Member
- Alfonso Giganti as Klan Member
- Giulio Maculani as Klan Member
- Yvonne Sanson as Redhead Saloon Girl
- Attilio Severini as Klan Member

## Nhạc nền
| Đánh giá chuyên môn | Đánh giá chuyên môn |
| Nguồn đánh giá      | Nguồn đánh giá      |
| Nguồn               | Đánh giá            |
| ------------------- | ------------------- |
| Movie Wave          | link                |
| Sputnikmusic        | link                |

| Side one | Side one                 | Side one   |
| STT      | Nhan đề                  | Thời lượng |
| -------- | ------------------------ | ---------- |
| 1.       | "La Corsa"               | 1:36       |
| 2.       | "Fango Giallo"           | 2:34       |
| 3.       | "Town Of Silence"        | 1:28       |
| 4.       | "Blue Dark Waltz"        | 1:04       |
| 5.       | "La Corsa (2nd Version)" | 2:18       |
| 6.       | "Fruscii Notturni"       | 3:15       |
| 7.       | "El Pajarito"            | 2:47       |
| 8.       | "Espera Y Ataque"        | 2:43       |
| 9.       | "Django (Instrumental)"  | 2:52       |

| Side two | Side two                           | Side two   |
| STT      | Nhan đề                            | Thời lượng |
| -------- | ---------------------------------- | ---------- |
| 1.       | "Django" (featuring Roberto Fia)   | 2:52       |
| 2.       | "Vàmonos Muchachos!"               | 1:03       |
| 3.       | "Vàmonos Muchachos! (2nd Version)" | 3:02       |
| 4.       | "Vals De Juana Yimena"             | 1:02       |
| 5.       | "Vàmonos Muchachos!"               | 2:41       |
| 6.       | "Town Of Silence (2nd Version)"    | 1:18       |
| 7.       | "Corrido"                          | 4:46       |
| 8.       | "Preludio"                         | 1:57       |
| 9.       | "Duello Nel Fango"                 | 1:18       |

CD re-release, 2013:
| STT | Nhan đề                                                                      | Thời lượng |
| --- | ---------------------------------------------------------------------------- | ---------- |
| 1.  | "Main Titles Song" (featuring Rocky Roberts)                                 | 2:55       |
| 2.  | "Town of Silence"                                                            | 1:32       |
| 3.  | "Fango giallo"                                                               | 2:39       |
| 4.  | "Saloon"                                                                     | 2:20       |
| 5.  | "Blue Dark Waltz"                                                            | 1:05       |
| 6.  | "Fruscii notturni"                                                           | 3:19       |
| 7.  | "Suspense"                                                                   | 0:17       |
| 8.  | "La corsa, Pt. 1"                                                            | 2:21       |
| 9.  | "Waiting"                                                                    | 0:21       |
| 10. | "Love Moment"                                                                | 0:21       |
| 11. | "Vamonos Muchachos, Pt. 1"                                                   | 1:07       |
| 12. | "Espera y Ataque, Pt. 1"                                                     | 2:47       |
| 13. | "La corsa, Pt. 2"                                                            | 1:40       |
| 14. | "Love Moment, Pt. 2"                                                         | 1:03       |
| 15. | "Vamonos Muchachos, Pt. 2"                                                   | 3:05       |
| 16. | "Vamonos Muchachos, Pt. 3"                                                   | 1:07       |
| 17. | "Mariachi, Pt. 1"                                                            | 1:18       |
| 18. | "Vals de Juana Yimena"                                                       | 1:05       |
| 19. | "Vamonos Muchachos, Pt. 4"                                                   | 2:45       |
| 20. | "Mariachi, Pt. 2"                                                            | 0:41       |
| 21. | "Mariachi, Pt. 3"                                                            | 1:51       |
| 22. | "El Parajito"                                                                | 2:50       |
| 23. | "Town of Silence, Pt. 2"                                                     | 1:21       |
| 24. | "Corrido (With Vocal)"                                                       | 4:31       |
| 25. | "La corsa, Pt. 3"                                                            | 1:23       |
| 26. | "Espera y Ataque, Pt. 2"                                                     | 1:42       |
| 27. | "Rage"                                                                       | 1:11       |
| 28. | "Duello nel fango"                                                           | 1:21       |
| 29. | "End Titles Song (English Version) (Film Version)" (featuring Rocky Roberts) | 1:26       |
| 30. | "Preludio (Solo Armonium) (The Cemetery Scene Unused Take)"                  | 2:01       |
| 31. | "Corrido (Alternate Version) (No Vocal)"                                     | 4:31       |
| 32. | "Django (Instrumental Version) (Unused)"                                     | 2:56       |
| 33. | "Main Titles Song (Single Italian Version) (Mono)" (featuring Roberto Fia)   | 2:57       |
| 34. | "Django (Instrumental) (Alternate Version Mono)"                             | 2:57       |
| 35. | "Main Titles Song (Single Italian Version) (Stereo)" (featuring Roberto Fia) | 2:55       |
| 36. | "Django (Instrumental) (Alternate Version Stereo)"                           | 2:55       |
| 37. | "Django (Karaoke Version) (Mono)"                                            | 2:54       |